# Лондонски колосеум
Лондонски колосеум (енгл. London Coliseum), такође познат и као Позориште Колосеум (енгл. Coliseum Theatre) позориште је које се налази у улици Светог Мартина у Вестминстеру, Лондон. Изграђено је као једно од највећих и најлуксузнијих лондонских „породичних” позоришта. Отворен 24. децембра 1904. године као Позориште разноврсности Лондонски колосеум, здање је дизајнирао позоришни архитекта Френк Мечан за предузетника Освалда Стола. Њихова амбиција била је изградити највећу и најбољу музичку дворану, описану као „палату забаве људи” тога доба.
У време изградње, Колосеум је био једино позориште у Европи које је пружао лифтове за подизање покровитеља до горњих нивоа зграде и био је прво позориште у Енглеској које је имало троструку покретну сцену. Позориште има 2.359 места, што га чини највећим позориштем у Лондону.
Након што се дуги низ година користило за разноврсне емисије, музичке комедије и сценске представе, а затим за приказивање филмова у формату синерама (енгл. Cinerama) између 1961. и 1968. године, компанија Sadler's Wells Opera уселила се у зграду 1968. године. Ова компанија променила је име зграде у Национална опера Енглеске 1974. године и данас се користи првенствено за оперу, а такође је и матична зграда у Лондону Енглеског националног балета.

## Историја
Лондонски колосеум саградио је позоришни архитекта Френк Мечам, који је намеравао да то буде једно од највећих и најлуксузнијих „породичних” позоришта у Лондону. Изградња је започела 1903. године, а здање је отворено 24. децембра следеће године као Позориште разноврсности Лондонски колосеум. Налази се у улици Ст. Мартин, Лондон.
Мечам је саградио позориште за позоришног предузетника Освалда Стола, који је имао амбицију да то буде највећа и најбоља „Народна палата забаве” тога доба.
Мечам је желео Позориште разноликости — не музичку дворану, али подједнако не и забаву префињеног укуса. Резултирајући програм био је спој музичке дворане и позоришта разноликости у једном, са покретном позорницом. Изворни слоган позоришта био је PRO BONO PUBLICO (за јавно добро). Отворено је 1904. године, а наступ поводом инаугурације одржан је 24. децембра исте године.
Фонд за енглеску баштину, у свом опису позоришта када јој је 1960. додељен статус, напомиње да је ово позориште „бујан амбициозан дизајн слободног барока”, едвардијанско „Theatre de Luxe Лондона” са богато украшеним ентеријером и великим и грандиозним аудиторијумом”. Опис се наставља: „Раскошна предворја и циркулациона подручја са мермерним облогама, која кулминирају у огромном трослојном аудиторијуму са богатством еклектичних класичних детаља византијског изобиља, неким мотивима као што су здепасти стубови који раздвајају најнижи слој, подупирући боксове, готово саливанескно; парови двостраних лукова испред ложа са засвођеним куполама на нивоу галерије и полу-куполастим, јонским паровима стубова, двослојних боксова за оркестар, смештени у лучним и педиментираним оквирима на којима доминирају вајарске групе са лавовима на кариотама. Велики, полукружни, блокирани архитравски просценијумски лук са картушким завршним каменом.”
Представа поводом инаугурације одржана је 24. децембра 1904. године, али је била „тотални неуспех и Колосеум је потпуно затворен само две године након отварања 1906. и остао је затворен до децембра 1907, када је поново отворен и коначно постао успешан”. Године 1908. Лондонски колосеум је био домаћин утакмице у крикету између Мидлсекса и Сареја. Године 1911. драматург В. С. Гилберт продуцирао је своју последњу представу The Hooligan управо у овом здању.
Позориште је променило свој назив из Лондонски колосеум у Позориште Колосеум и тај назив носило између 1931. и 1968. године, када је 8. априла 1931. започела серија од 651 представе музичке комедије White Horse Inn. Поред тога, Артур Луис наводи:
Пантомиме су се почеле изводити 1936. године и то Пепељугом, а извођења су редовно настављена до 1946. Године 1947. Мјузикл Annie Get Your Gun био је изведен у Колосеуму и био је запањујуће успешан за то време, са 1.304 представе током три непрекидне године, што је било најдуже извођење у позоришној историји.
Потом је уследио дуги низ извођења главних америчких хитова, почевши са Kiss Me, Kate 1951. године, Guys And Dolls 1953, Pajama Game 1955. и Damn Yankees 1957. године. Али овај изузетни период се коначно завршио 1957. године, када представа The Bells Are Ringing није имала успеха код публике.
Колосеум је вратио првобитно име када се Садлерова компанија велшке опере преселила тамо 1968. године, а 1974. године је компанија променила име у Енглеска национална опера; компанија је 1992. године купила зграду за 12,8 милиона фунти. Колосеум је био домаћин Краљевских представа разноврсности 2004. и 2006. године, а такође је и лондонско седиште за наступе енглеског националног балета, који овде редовно током сезоне наступа када није на турнејама.
Група Ху је наступила у Лондонском колосеуму 14. децембра 1969. године, а цео концерт је снимљен и потом објављен.

## Технички аспекти
Иако је крилни простор Колосеума ограничен због сужености места на ком је здање саграђено, како примећује Лојд, „позорница лондонског Колосеума такође је огромних размера; 55 стопа широка 92 метра дубока”. Позорница није скупљена. Има најшири просценијумски лук у Лондону и била је једна од првих зграда која је имала електрично осветљење. Изграђена је са троструком бином, мада се иста ретко користила током времена. Колосеум је дизајниран да прими 2.358 људи на четири нивоа. Као такав, он је највеће од свих лондонских позоришта.
Позориште је до данас задржалло многа своја оригинална обележја и њему је септембра 1960. године Фонд за енглеску баштину доделио класификацију другог нивоа. Пре него што је Садлерова компанија велшке опере преузела Колосеум 1968. године, зграда је „потпуно обновљена, преуређена и дограђен је велики део за оркестар”. Поновно је отворен 21. августа 1968. године представом опере Дон Ђовани.
Друга велика обнова догодила се између 2000. и 2004. године, када је на реновирању радио дизајнерски тим са архитектама, акустичарима и инжењерима из RHWL-а и Аруп-а.
Лондонски колосеум има два лифта који омогућавају приступ особама са инвалидитетом заштитницима до свих нивоа, осим Горњег круга.

## Галерија
- Зграда Лондонског колосеума
- Детаљ на фасади
- Улаз у Лондонски колосеум
- Купола
- Детаљ на куполи

- Позорница Лондонског колосеума
- Унутрашњост Лондонског колосеума, поглед на бину и седишта
- Плафон Лондонског колосеума
- Унутрашњост грађевине са бином, простором за оркестирам, боксовима и седиштима